# Шон Мърфи
 Тази статия е за английския играч на снукър.  За американската певица вижте Шон Мърфи (певица).  
Шон Мърфи (на английски: Shaun Murphy) е английски професионален играч на снукър и бивш световен шампион (2005). Преди победата му в Световното първенство през 2005 г. неговото най-голямо постижение е достигането на полуфинала на Британско първенство през 2004 г. Печели в две последователни издания Купата на Малта - през 2007 и 2008 г.
По време на Световното първенство през 2005 г. Шон Мърфи побеждава някои от предишните световни шампиони – Джон Хигинс (с 13 на 8 фрейма), Стив Дейвис (13-4) и Питър Ебдън (17-12), както и финалиста Матю Стивънс с 18 на 16 фрейма. Изненадващото му достигане до финала му донася прякора Магьосника.
Мърфи е вторият най-млад играч на снукър в историята, който печели Световното първенство. Преди него в класацията е само Стивън Хендри, който става световен шампион на 21-годишна възраст. Също така той става едва вторият квалификант, станал първи на Световното първенство. Единствения друг световен шампион, преминал през квалификации по пътя към победата, е Тери Грифитс.
В началото на Световното първенство през 2005 г. Шон Мърфи е класиран на 48-о място в световната ранглиста и преминава през два квалификационни кръга преди да достигне до същинското състезание. По този начин той става играчът, преминал през най-много мачове (общо 7), за да спечели световната титла. След края на първенството Мърфи е поставен на 21-во място в световната ранглиста, което го прави първият световен шампион в историята, който започва следващия сезон извън топ 16. В първите три състезания през сезон 2005/06 Мърфи достига до осминафинал, като е отстранен съответно от Стюарт Бингам, Нийл Робъртсън и Греъм Дот.
Началото на сезон 2008/09 за Шон Мърфи е кошмарен и той допуска 4 поредни загуби, съответно на първенството на Северна Ирландия, Шанхай мастърс, Гран При и първенството на Бахрейн. Мърфи излиза от кризата с великолепна игра и много късмет и печели 25-ото юбилейно издание на Британското първенство, откакто то е в системата на ранкинг турнирите. Успехът му идва след 5 последователни победи, а именно над Martin Gould(9 - 7), Марк Алън (9 - 5), Стивън Лий (9 - 3), Стивън Магуайър (9 - 4) и Марко Фу на финала с 10 - 9 фрейма след изключително зрелищен двубой.

## Сезон 2009/10
| Турнир                    | Резутат | Спечелени пари | Ранкинг точки | Най-голям брейк | 100+ брейк | 50+ брейк | Брой спечелени срещи |
| ------------------------- | ------- | -------------- | ------------- | --------------- | ---------- | --------- | -------------------- |
| Шанхай мастърс 2009       |         | £              |               |                 |            |           |                      |
| Гран При 2009             |         | £              |               |                 |            |           |                      |
| Британско първенство 2009 |         | £              |               |                 |            |           |                      |
| Мастърс 2010              |         | £              |               |                 |            |           |                      |
| Първенство на Уелс 2010   |         | £              |               |                 |            |           |                      |
| Първенство на Китай 2010  |         | £              |               |                 |            |           |                      |
| Световно първенство 2010  |         | £              |               |                 |            |           |                      |
| Общо                      |         | £              |               |                 |            |           |                      |